# Rhodopteriana obscura
Rhodopteriana obscura is een vlinder uit de familie Eupterotidae. De wetenschappelijke naam van deze soort is voor het eerst geldig gepubliceerd in 1893 door Aurivillius.
De soort komt voor in tropisch Afrika.